# Kloster St. Thomas (Leipzig)

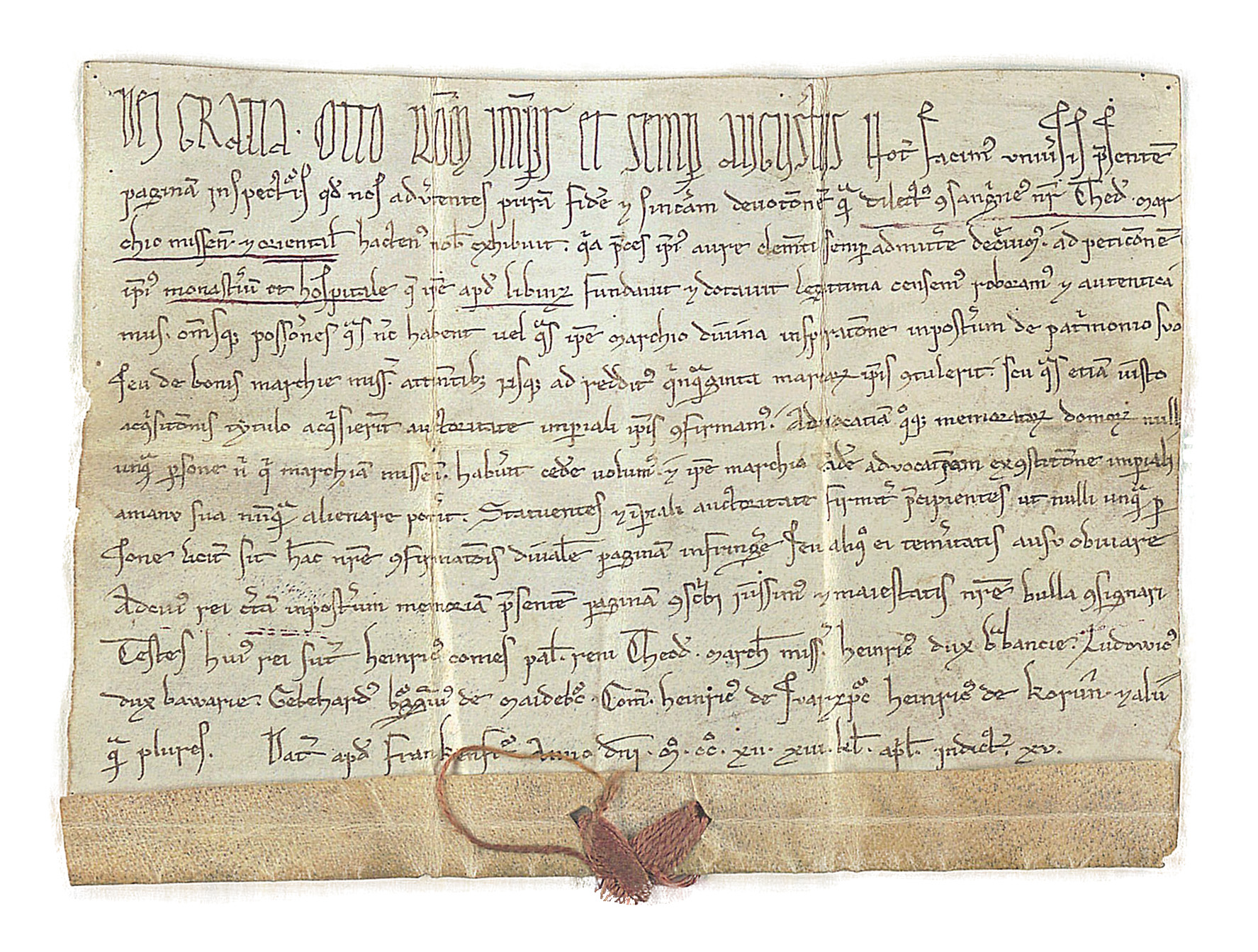
Von Otto IV. auf dem Frankfurter Reichstag bestätigte Stiftungsurkunde vom 20. März 1212

Das Kloster St. Thomas (nach dem Apostel Thomas) war das zweitälteste Kloster in Leipzig und wirkt durch die Tradition von Thomaskirche, -schule und Thomanerchor bis heute fort.

## Geschichte
Das Kloster wurde als Chorherrenstift des Augustinerordens im Jahre 1212 durch den Markgrafen Dietrich von Meißen gegründet. Die bereits seit längerem als Marktkirche fungierende spätere Thomaskirche wurde dem Stift 1213 als Stiftskirche übergeben. Auch die Nikolaikirche, das Georgenhospital und weitere Liegenschaften wurden dem Kloster überantwortet.
Der Minnesänger Heinrich von Morungen, der nach der Überlieferung aus Indien eine Reliquie des heiligen Thomas mitgebracht haben soll, trat zu der Zeit in das Kloster ein. Nachdem es seitens der Stadtbürger Widerstand gegen die Grundübereignungen gegeben hatte, sah sich Dietrich gezwungen, die Stadt 1217 durch Eroberung und Repressalien zur Anerkennung des Status quo zu zwingen, der auch durch Kaiser Otto IV. und 1220 durch Papst Honorius III. bestätigt wurde.
Im Zuge der Reformation wurde das Kloster 1541 säkularisiert, wodurch der Grundbesitz an den sächsischen Hof fiel. Von diesem kaufte ihn die Stadt Leipzig. Die Klostergebäude wurden in der Folge zur Gewinnung von Baugrund abgebrochen.

## Lage
Die Klosteranlagen befanden sich auf dem Gelände nördlich der Thomaskirche, das sich fast bis zum heutigen Matthäikirchhof erstreckte.